# Lista över Tunisiens premiärministrar
Tunisiens premiärminister är Tunisiens regeringschef. Premiärministern utses av Tunisiens president. Sedan den 21 mars 2025 är Sara Zaafarani Tunisiens premiärminister.

## Lista över premiärministrar

### Republiken Tunisien (1957- )
| Nr | Namn                   | Porträtt | Tillträdde        | Avgick            | Parti     |
| -- | ---------------------- | -------- | ----------------- | ----------------- | --------- |
|    | Ingen premiärminister  |          | 25 juli 1957      | 7 november 1969   |           |
|    | Bahi Ladgham           |          | 7 november 1969   | 2 november 1970   | PSD       |
|    | Hedi Amara Nouira      |          | 2 november 1970   | 23 april 1980     | PSD       |
|    | Mohammed Mzali         |          | 23 april 1980     | 8 juli 1986       | PSD       |
|    | Rachid Sfar            |          | 8 juli 1986       | 2 oktober 1987    | PSD       |
|    | Zayn al-Abidin Ben Ali |          | 2 oktober 1987    | 7 november 1987   | PSD       |
|    | Hédi Baccouche         |          | 7 november 1987   | 27 september 1989 | PSD/RCD   |
|    | Hamed Karoui           |          | 27 september 1989 | 17 november 1999  | RCD       |
|    | Mohamed Ghannouchi     |          | 17 november 1999  | 27 februari 2011  | RCD       |
|    | Beji Caid el Sebsi     |          | 27 februari 2011  | 24 december 2011  | Oberoende |
|    | Hamadi Jebali          |          | 24 december 2011  | 14 mars 2013      | Ennahda   |
|    | Ali Laarayedh          |          | 14 mars 2013      | 10 januari 2014   | Ennahda   |
|    | Mehdi Jomaa            |          | 10 januari 2014   | 6 februari 2015   | Oberoende |
|    | Habib Essid            |          | 6 februari 2015   | 27 augusti 2016   | Oberoende |
|    | Youssef Chahed         |          | 27 augusti 2016   | 27 februari 2020  |           |
|    | Elyes Fakhfakh         |          | 27 februari 2020  | 2 september 2020  |           |
|    | Hichem Mechichi        |          | 2 september 2020  | 11 oktober 2021   |           |
|    | Najla Bouden Romadhane |          | 11 oktober 2021   | 2 augusti 2023    |           |
|    | Ahmed Hachani          |          | 2 augusti 2023    | 7 augusti 2024    |           |
|    | Kamel Madouri          |          | 7 augusti 2024    | 21 mars 2025      |           |
|    | Sara Zaafarani         |          | 21 mars 2025      |                   |           |